# 목면
목면(木棉)은 아욱과의 나무이다. 원산지는 중국, 동남아시아, 남아시아, 및 오세아니아이다.